# Guillaume Poitevin
Guillaume Poitevin (* 2. Oktober 1646 in Boulbon bei Tarascon; † 26. Januar 1706 in Aix-en-Provence) war ein französischer Serpentbläser, Kapellmeister und Komponist.

## Leben
Poitevin erhielt seine musikalische Ausbildung an der Chorschule in Avignon und wirkte danach in der Kapelle der Kathedrale Saint Sauveur von Aix-en-Provence. Nach einigen Jahren als Instrumentalist – er spielte den Serpent, der wegen seines rauen Tones oft als Verstärkung der Männerstimmen eingesetzt wurde, wurde er am 2. April 1672 zum Priester geweiht und am 14. Mai 1677 Präbendär von Saint Sauveur. Daraufhin erhielt er das Amt des Kapellmeisters, das er bis zu seinem Ableben innehatte. An der der Kathedrale angeschlossenen Chorschule war er ein Lehrer von ausgezeichnetem Ruf. Zu seinen erfolgreichen Schülern zählten beispielsweise André Campra, Jean Gilles oder Laurent Belissen.
Er war nach der Überlieferung ein sehr produktiver Komponist von großer Meisterschaft, sein Werk ist allerdings nur in Bruchstücken erhalten, so existieren lediglich Teile von verschiedenen Messen, die aber das Urteil seiner Zeitgenossen über ihn bestätigen.